# Jurien Bay
Jurien Bay è una città situata nella regione di Wheatbelt, in Australia Occidentale; essa si trova 220 chilometri a nord di Perth ed è la sede della Contea di Dandaragan. Al censimento del 2006 contava 1.343 abitanti.

## Storia
La costa nei dintorni di Jurien Bay venne esplorata dai colonizzatori auropei fin dal XVII secolo. nel 1801 il luogo dove oggi sorge la città venne così battezzata dal comandante Nicolas Baudin in onore di Charles Marie Jurien, l'amministratore navale del governo francese dell'epoca. A metà del secolo venne costruito un porto dedicato al commercio dei prodotti derivati dalla pastorizia e dalla pesca, ma solamente nel 1956 il piccolo centro abitato si sviluppò in una vera e propria città.